# Michael Beach
Michael Anthony Beach (30 de outubro de 1963, Boston, Estados Unidos) é um ator estadunidense famoso por interpretar o personagem Monte 'Doc' Parker na série televisiva Third Watch.

## Biografia
Beach nasceu em Boston, Massachusetts, descendente de imigrantes vindos de Cabo Verde. Estudou na prestigiada Noble & Greenough School em Dedham, Massachusetts. Foi convidado para atuar por um colega de classe quando era juiz de uma partida de Lacrosse ainda no colégio. Depois de terminados os estudos, Beach se formou na famosa Juilliard School em Nova York. Participou de várias peças de teatro off-Broadway, até ir para Los Angeles encenar peças teatrais de sucesso como Much Ado About Nothing. Beach é divorciado, pai de quatro filhos: as meninas Ivy-Belle, Ella-Bleu, e Lariah-Skye e o garoto Travon. Mora atualmente em Los Angeles, Califórnia, com a sua namorada e atriz Elisha Wilson.
Sua mãe, Barbara Gomes-Beach, possui ascendência africana e portuguesa.

## Carreira
Beach iniciou a carreira trabalhando com aclamados diretores como Tony Scott, James Cameron, Robert Altman e Mike Figgis. Teve seu primeiro papel de destaque com o personagem Pluto no filme dramático One False Move (1992) de Billy Bob Thornton. Interpretou vários personagens em diferentes filmes, contracenando com atores como Whitney Houston, Angela Bassett e Vivica A. Fox. O filme em que participou Short Cuts - Cenas da Vida, dirigido por George Tillman Jr., recebeu pesadas críticas da imprensa americana, por ser extremamente polêmico.
Na TV, Beach ficou mais famoso ao interpretar o paramédico Monte 'Doc' Parker na série dramática Third Watch. Também participou de outra série dos mesmos produtores, Plantão Médico, quando interpretou o marido de Jeanie Boulet (Gloria Reuben) que lhe transmitiu o vírus do HIV. Atualmente, tem feito participações em algumas séries e alguns trabalhos em filmes a serem lançados.

## Prêmios e nomeações
- Acapulco Black Film Festival (1998) - Melhor Ator pelo filme Soul Food (nomeação)
- Black Reel Awards (2003) - Melhor Ator Independente Teatral pela peça Crazy as Hell (nomeação)
- Globo de Ouro (1994) - Prêmio Especial por Short Cuts - Cenas da Vida
- Image Awards

- Ator (coadjuvante/secundário) em Série Dramática por Third Watch (2003)
- Ator (coadjuvante/secundário) em série Dramática por Third Watch (2000) (nomeação)
- Ator (coadjuvante/secundário) Convidado em série Dramática por Plantão Médico (1998) (nomeação)

- Festival de Filmes de Veneza (1993) - Volpi Cup por Short Cuts - Cenas da Vida

## Filmografia
Cinema e filme feitos para TV somente (TV):
- First Sunday (2008) (filmando)
- Play Dead (2008) (pós-produção) .... Devon
- Hell Ride (2008) (pós-produção) .... Goody Two-Shoes
- Like Mike 2: Streetball (2006) .... Senior
- Lenexa, 1 Mile (2006) .... Paddy
- Critical Assembly (2003) (TV) .... Agente do FBI Winston
- Crazy as Hell (2002) .... Dr. Ty Adams
- Spawn 3: Ultimate Battle (1999) .... Terry Fitzgerald
- Made Men (1999) .... Miles
- Dr. Hugo (1998) .... Hobbs
- Johnny Skidmarks (1998) .... Mike
- Ruby Bridges (1998) (TV) .... Abon Bridges
- A Room Without Doors (1998) .... Dee
- Asunder (1998) .... Michael Hubbs
- Ms. Scrooge (1997) (TV) .... Reverend Luke
- Soul Food (1997) .... Miles
- Casualties (1997) .... Clark Cooper
- Rebound: The Legend of Earl 'The Goat' Manigault (1996) (TV) .... Legrand
- A Family Thing (1996) .... Virgil
- Waiting to Exhale (1995) .... John Harris, Sr.
- White Man's Burden (1995) .... policial #1 fora do bar
- Sketch Artist II: Hands That See (1995) (TV) .... George
- Bad Company (1995) .... Tod Stapp
- Midnight Run for Your Life (1994) (TV) .... Pemberton
- Knight Rider 2010 (1994) (TV) .... Policial Federal Will McQueen
- Final Appeal (1993) (TV) .... Det. Thorne
- True Romance (1993) .... Wurlitzer
- Short Cuts - Cenas da Vida (1993) .... Jim Stone
- The Hit List (1993) (TV) .... Det. Akin
- One False Move (1992) .... Wade 'Pluto' Franklin
- Another Round (1992) (TV) .... Tyrell
- Late for Dinner (1991) .... Dr. David Arrington
- Guilty as Charged (1991) .... Hamilton
- Fire: Trapped on the 37th Floor (1991) (TV) .... Perez
- Dangerous Passion (1990) (TV) .... Steve
- Internal Affairs (1990) .... Dorian Fletcher
- Cadence (1990) .... Edward James Webb
- O Abismo (1989) .... Barnes
- Lean on Me (1989) .... Mr. Darnell
- Open Admissions (1988) (TV) .... Calvin
- In a Shallow Grave (1988) .... Quintus
- Weekend War (1988) (TV) .... Wiley
- Suspect (1987) .... Atendente do estacionamento
- End of the Line (1987) .... Alvin
- Streets of Gold (1986)
- Vengeance: The Story of Tony Cimo (1986) (TV) .... Rudolph Tyner

Séries de TV:
- Stargate: Atlantis (2007-2008) .... Coronel Abe Ellis (4 episódios)
- Criminal Minds (2007) .... pai de Thomas Marks
- Shark (2007) .... Lester Spence
- Without a Trace (2006) .... Chuck Barr
- Brothers & Sisters (2006) .... Noah Guare (2 episódios)
- Justice League (2004-2006) .... Devil Ray (5 episódios)
- Third Watch (1999-2005) .... Monte 'Doc' Parker (104 episódios)
- Law & Order: Special Victims Unit (2004) .... Andy Abbot
- Spawn (1999) .... Terry Fitzgerald (2 episódios)
- Plantão Médico (1995-1997) .... Al Boulet (18 episódios)
- Touched by an Angel (1995) .... Sam Mitchell
- Law & Order (1995) .... Mr. Elliot
- Walker, Texas Ranger (1993) .... Randy Warren
- Quantum Leap (1991) .... Nathaniel Simpson
- Gabriel's Fire (1991) .... Michael Austin
- ABC Afterschool Specials (1989) .... Jake
- The Street (1988) .... Shepard Scott